# Synagoga w Przedborzu
Synagoga w Przedborzu – drewniana bożnica zbudowana w XVII wieku w Przedborzu – mieście w województwie łódzkim, w powiecie radomszczańskim, położone na Wyżynie Przedborskiej nad rzeką Pilicą. 

## Historia
Pierwsza wzmianka o bożnicy w Przedborzu pochodzi z 1638, w której jest szczegółowy opis bożnicy. Po zniszczeniach w trakcie pożaru w 1754 postawiono nowy budynek synagogi, który ukończono do 1760 (data podana na malowidłach ściennych). Remontowana w 1789 roku. Podczas pobytu Napoleona w Przedborzu, cesarz tak się zachwycił synagogą, że zszedł i zdjął ze swego konia derkę haftowaną złotem i podarował ją synagodze.
Hitlerowcy podpalili ją 3 września 1939. Swoim niepowtarzalnym pięknem przyciągała turystów. W przyszłości ma stanąć obelisk upamiętniający bożnicę.
W 2000 w na Uniwersytecie Kalifornijskim w Berkeley, podjęto decyzję o budowie bożnicy na wzór przedborskiej. Miała być wykonana z drewna cedrowego. Niestety z powodów finansowych nie będzie realizowana.

## Architektura
Bożnica została wykonana z drewna modrzewiowego na kamiennym fundamencie. We wschodniej części znajdowała się podłużna sala główna o długości 14,20 m, w zachodniej przedsionek z izbą kahalną, a na piętrze babiniec. Bożnica wyróżniała się dekoracją drewnianego sklepienia kolebkowego, które pokryte było siatką giętych listew oraz desek wyciętych na kształt litery „S” układających się w motyw lunet i gwiazd. Do bożnicy prowadziły dwa wejścia, główne znajdowało się w północnej części. Synagoga posiadała niezwykle cenne skarby m.in. płaskorzeźby które podarowali Estera i Berek Joselewiczowie, jeden złoty i dwa srebrne bardzo zdobione kielichy podobne do chrześcijańskich, dwie kapy nabijane cekinami ze srebra, kapa ze sznurków jedwabiu nabijana cekinami ze złota oraz inne arcydzieła sztuki.
W środku znajdowała się trzykondygnacyjna bima z połowy XVIII wieku. Założona była na planie ośmioboku z kolumnami na postumentach, między którymi znajdowała się rzeźbiona balustrada. Nakrywała ją ażurowa dwustopniowa kopuła. Górną o mniejszej średnicy, podpierały ozdobne, wysokie pałąki. Całość wieńczył owoc granatu, szyszka i mała korona. Barokowy Aron ha-kodesz był wykonany z misternie rzeźbionego drewna z sylwetkami lwów, dekoracjami kwiatowymi i zwierzętami. 
Wewnątrz ściany były pokryte niezwykle piękną polichromią snycerską i malowidłami. Misternie pomalowana menora, ilustracja Psalmu 137, przedstawiającą drzewa nad rzeką Babilonu z instrumentami muzycznymi zwisającymi z gałęzi, krajobrazy miast, teksty modlitw otoczone girlandami z liści i kwiatów oraz inne motywy. Wysoko na północnej ścianie namalowana legenda głosiła: „To dzieło rąk własnych Jehudy Leba, 1760” Boczne wejście było obramowane malowanym, okazałym portalem w stylu późnobarokowym. Występowały tu także, tablice Dekalogu oraz lwy podpierające kartusze z napisami, rzadziej znaki zodiaku.
W jednej z książek poświęconych żydowskim obywatelom Przedborza można znaleźć informacje dotyczące przedborskiej synagogi:
Zewnętrznie wyglądała skromnie, jedynym szczegółem dodającym budowli świetności był dekoracyjny ganek z wykuszem (miejsce chóru kobiecego) wsparty na dwóch murowanych słupach. Dach był dwuspadowy. Belki oraz wspierające je zastrzały były dekoracyjne i wnosiły pewne ożywienie architektoniczne. Wnętrze były skromne w planie, za to monumentalne i bogate w sprzęt o elementach zdobniczych. (…) Cała bóżnicza odznaczała się dyskrecją barw i tonacji, od których mocniej odcinały się jedynie białe tablice, które były najprawdopodobniej, nowszego pochodzenia.

### Galeria

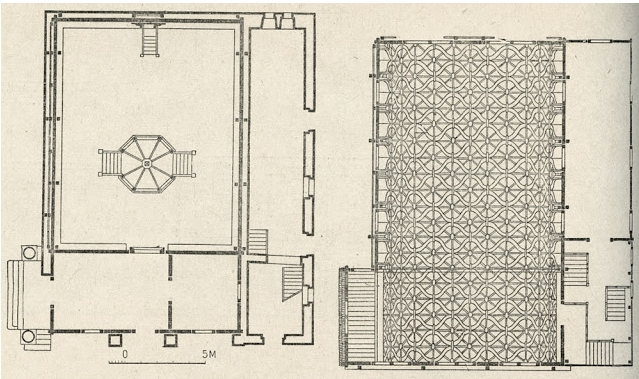
Plan synagogi – (Adolf Ludwik Szyszko-Bohusz)
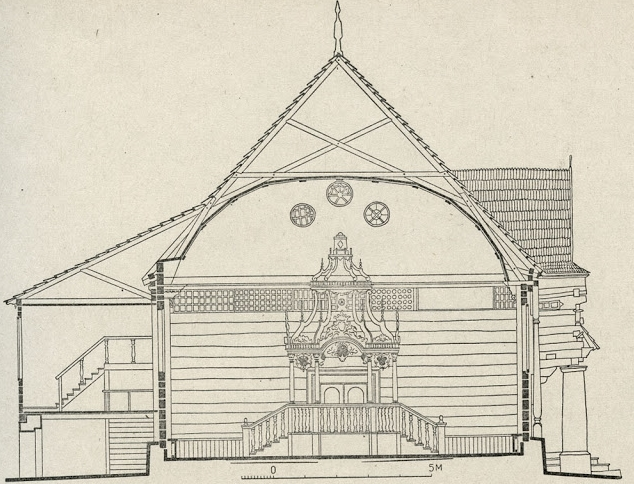
Przekrój poprzeczny – (Adolf Ludwik Szyszko-Bohusz)
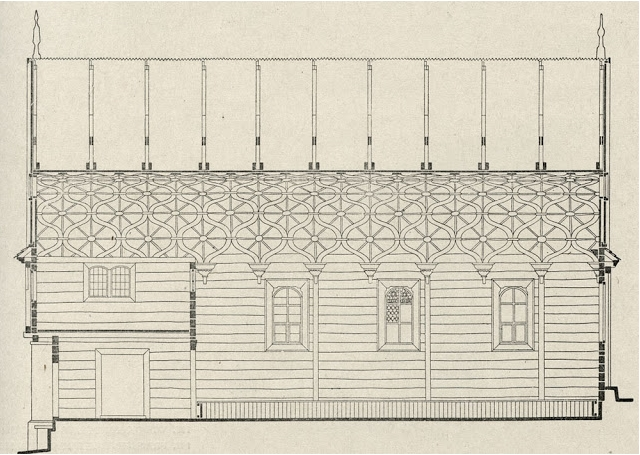
Przekrój podłużny – (Adolf Ludwik Szyszko-Bohusz)
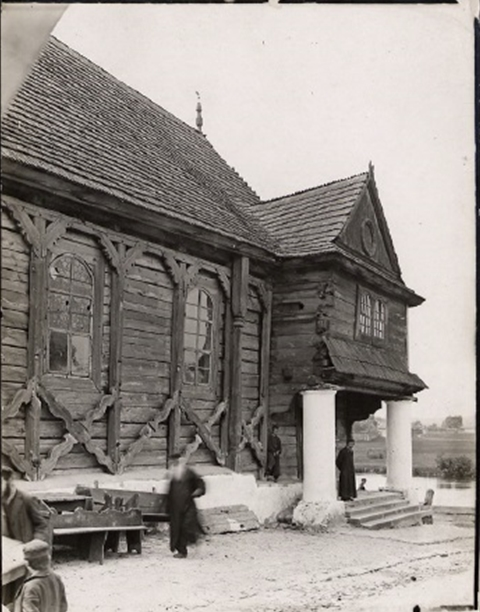
Ściana północna
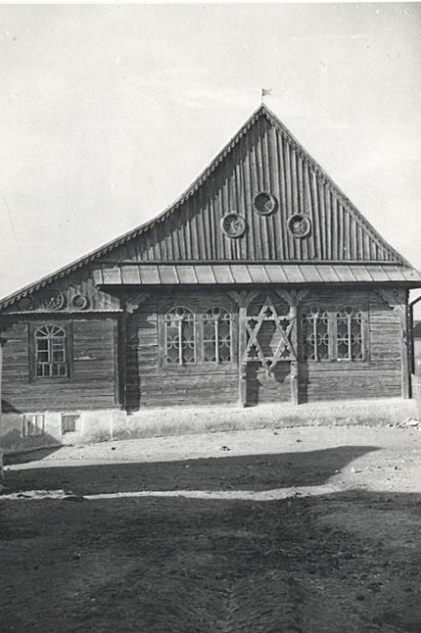
Ściana wschodnia z gwiazdą Dawida (od strony miasta)
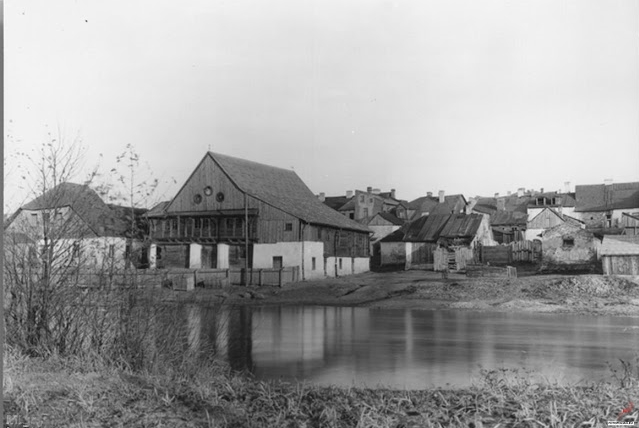
Widok synagogi od strony rzeki
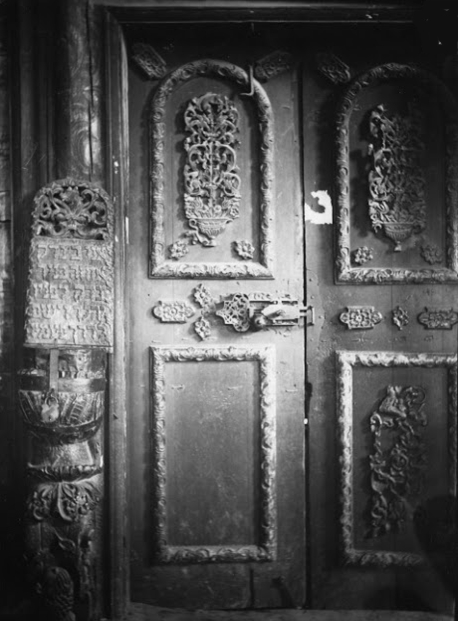
Drzwi wejściowe
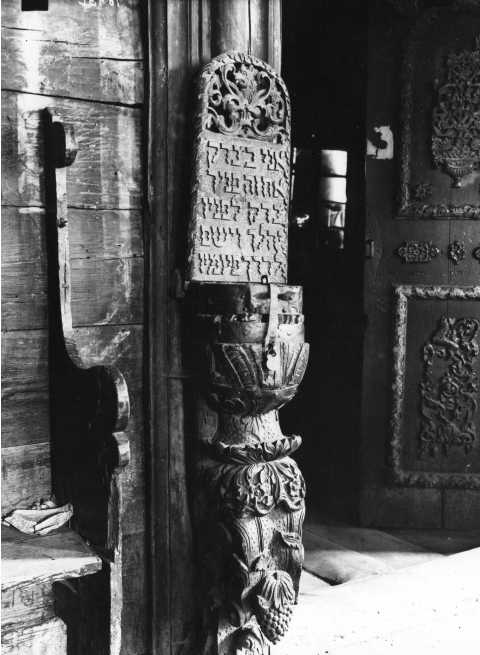
Pudełko Tzedaka (Tzedakah box) na datki pieniężne umieszczone niedaleko wejścia
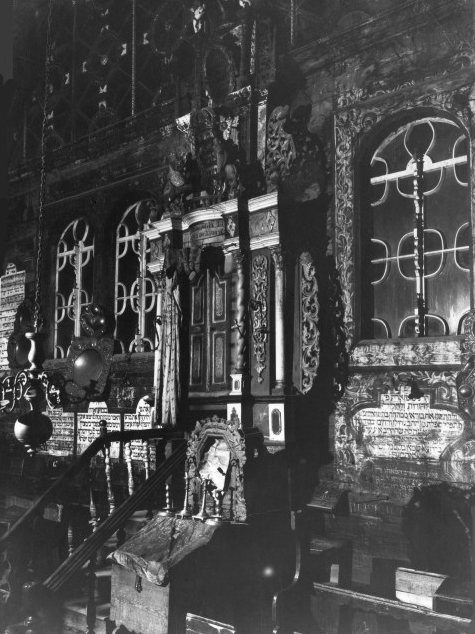
Aron ha-kodesz
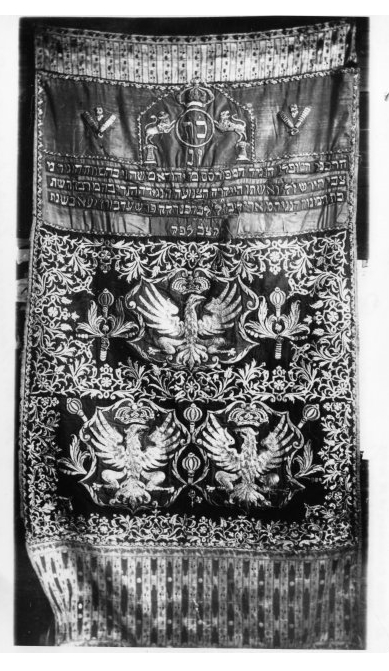
Parochet
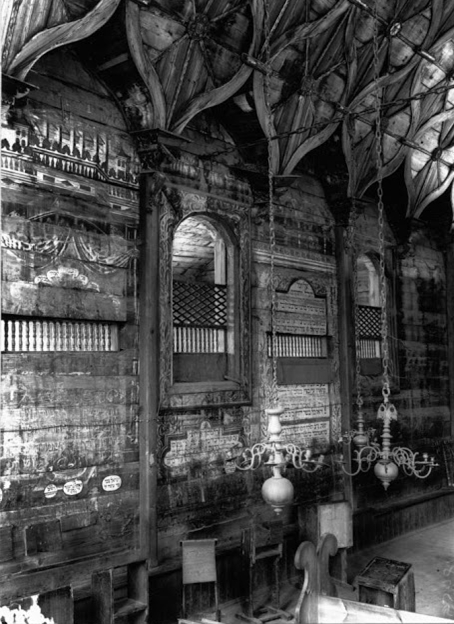
Część ściany i sklepienia
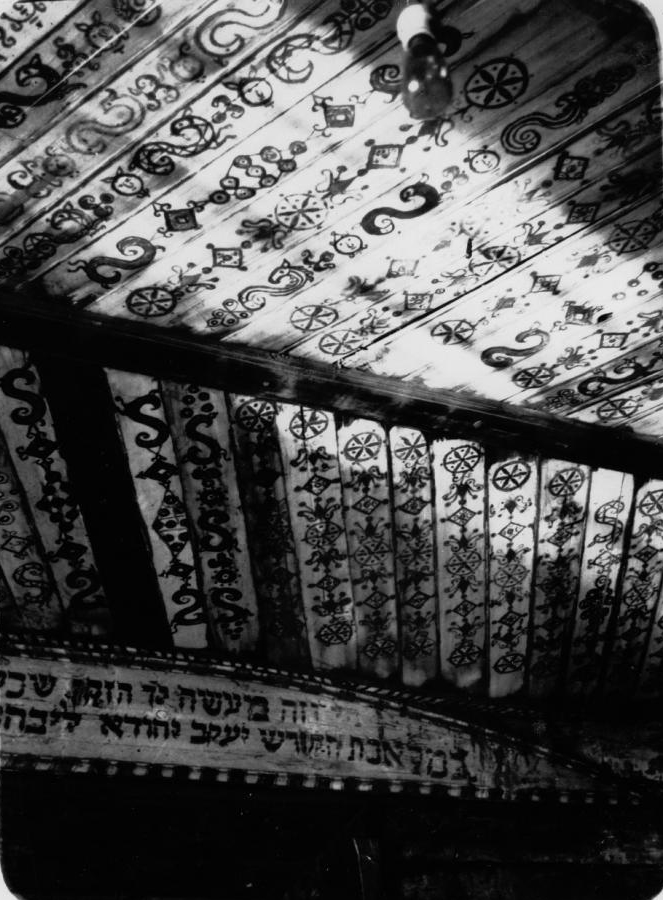
Część sklepienia
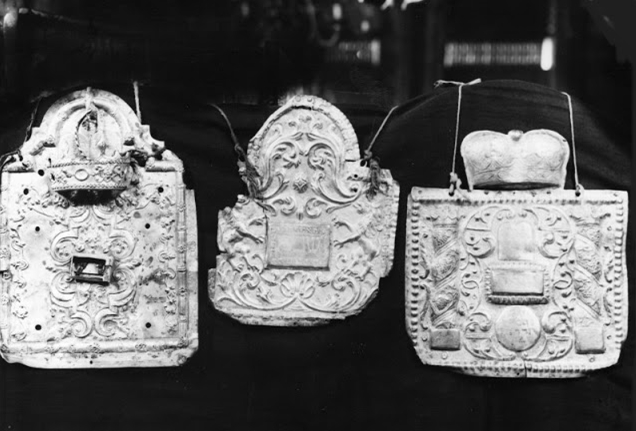
Osłony zwojów tory
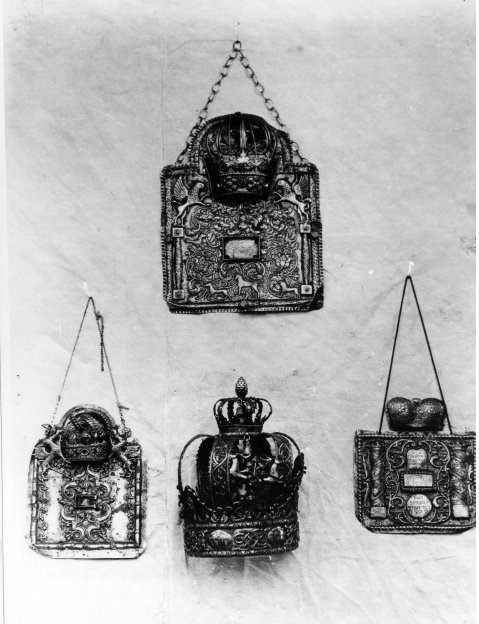
Korona i osłony zwojów tory
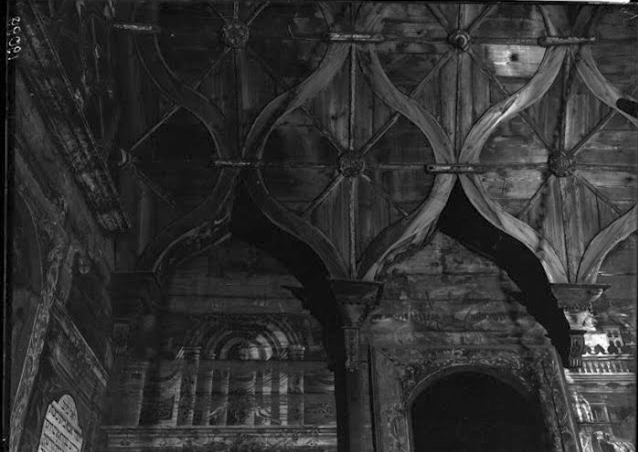
Sklepienie
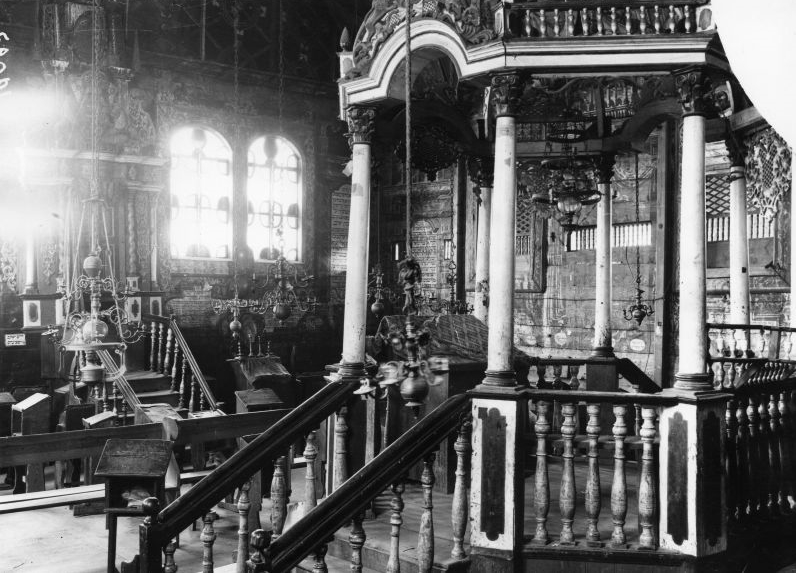
Bima